# Jean Pierre Polnareff
Jean Pierre Polnareff (ジャン・ピエール・ポルナレフ, Jan Piēru Porunarefu) es un personaje principal del manga y anime JoJo's Bizarre Adventure, aparece por primera vez en la parte 3 (Stardust Crusaders) y aparece por última vez en la parte 5 (Ōgon no Kaze).

## Biografía ficticia

### Pasado
Polnareff cuidó de su hermana menor Sherry desde la muerte de su madre. Él y ella eran muy unidos, él la amaba muchísimo y la protegía también ya que era la única familia que le quedaba. Cierto oscuro día, Sherry salió a pasear con un amiga y desafortunadamente se toparon con un asesino, el cual mató a la amiga de Sherry y violó para después matar a esta última. La única pista que Polnareff obtuvo fue que este asesino tenía dos manos derechas. Desde entonces Polnareff entrenó su cuerpo y a su Stand, Silver Chariot, para vengarse del asesino de su hermana.
En su búsqueda de venganza se encuentra en algún momento con DIO quien lo convence de que lo ayudará a encontrar al asesino de su hermana, pero DIO lo convierte en su esbirro controlando su mente y dándole la misión de asesinar al grupo Joestar.

### Primer encuentro con Polnareff
Polnareff es inicialmente uno de los secuaces de DIO pero estaba siendo controlado por el botón de carne de DIO, y de forma involuntaria ataca a los del grupo Joestar aunque siempre comportándose como todo un caballero, se enfrenta en un duelo con Avdol utilizando su Stand, Silver Chariot.

### Stand: Silver Chariot
Silver Chariot (銀の戦車シルバー チャリオッツ, Shirubā Chariottsu) es un Stand con forma humanoide que lleva una armadura del estilo medieval que puede desprender para cuadruplicar su velocidad. Lleva una espada estilo esgrima con la que ataca a sus oponentes, puede realizar varios estoques de espada en un solo segundo.
Chariot también posee la habilidad de multiplicarse (esto cuando está sin su armadura), aunque esta habilidad sólo fue mostrada una vez.

### Duelo contra Avdol
Avdol se enfrentó con dificultades a Polnareff ya que éste es un usuario de Stand bastante entrenado, su habilidad con Silver Chariot es impresionante pero Avdol se las arregla para vencer a los clones de Chariot y quemar a Polnareff.
Polnareff queda prendido en fuego y Avdol le dice que morir consumido por las llamas es un destino horrible y ya que fue un oponente honorable le arroja un cuchillo para que termine con su vida para evitar el dolor de quemarse, sin embargo Polnareff le dice que fue superado por alguien más fuerte así que acepta su destino de ser consumido por las llamas. Al ver esto Avdol detiene el fuego y le perdona la vida, Jotaro utiliza a Star Platinum para retirarle el botón de carne a Polnareff quien decide unirse al grupo para encontrar venganza por el asesino de su hermana.

### La venganza de Polnareff
No pasa mucho tiempo para que Polnareff encuentre al asesino de su hermana, quien resulta ser también un usuario de Stand llamado J. Geil, un hombre de dos manos derechas, su Stand Hanged Man es capaz de permanecer en el mundo de los reflejos (espejos, agua reflejante, reflejo de los ojos humanos) y desde ahí atacar a sus enemigos sin poder ser dañado.
El deseo de venganza de Polnareff aumenta cuando Avdol es apuñalado por Hanged Man y supuestamente asesinado por Hol Horse. Al considerar que es su culpa, Polnareff envuelto en lágrimas decide que J. Geil debe morir.
Con la ayuda de Kakyoin, Polnareff descubre la forma de atacar a Hanged Man y así lograr su venganza, apuñalándolo cientos de veces.

### Aventuras con el grupo
Tras muchas bizarras aventuras con el grupo, llegándose a enfrentar con múltiples usuarios de Stand enemigos como ser Hol Horse, J. Geil, Enyaba, Ebony Devil, Alessi y Anubis (quién lo controla para hacerlo pelear con Jotaro). Polnareff va forjando una amistad con cada uno de los integrantes, incluyendo a Iggy que fue el último en unirse.
Polnareff es alguien muy simpático y carismático, no es difícil llegar a llevarse bien con él. 
Aunque Iggy resultaba ser molesto para Polnareff, con el tiempo fue tomándole cariño.

### Llegada a Egipto
Polnareff trata de atacar directamente a DIO pero éste se lo impide usando la habilidad de su Stand hasta el momento desconocido por Polnareff. 
Polnareff se enfrenta a Vanilla Ice junto con Iggy. Su rival tiene un poderoso Stand que le imposibilita atacarlo directamente con su espada. Vanilla Ice, quien es también un vampiro, ataca a Iggy mientras Polnareff no puede pelear debido a sus heridas, deja a Iggy moribundo y cuando está a punto de matar a Polnareff, Iggy lo salva, sacrificándose al utilizar su Stand con muy poca energía. Iggy muere y le da a Polnareff el impulso de rabia para acabar con Vanilla Ice.

### Despedida
Tras matar a DIO, Jotaro y Joseph se despiden de Polnareff en el aeropuerto, ya que él dice que volverá a Francia. Por primera vez, Jotaro muestra afecto con alguien más al darle un abrazo a Polnareff junto con Joseph y decirle que "no podría olvidarlo aunque quisiera".

### Encuentro con Diavolo
Doce años más tarde, Polnareff se encuentra con un misterioso usuario de Stand, conocido como Diavolo, éste lo ataca violentamente a tal punto que lo deja sin la capacidad de mover las piernas, dejándolo en silla de ruedas y cegándole un ojo.

### Polnareff conoce a Giorno
Polnareff se convierte en un aliado de Giorno Giovanna con el fin de acabar con Diavolo. Durante el proceso, el Silver Chariot de Polnareff es atravesado por la Flecha Creadora de Stands, dándole una nueva forma, nuevas habilidades y volviéndolo un Stand completamente independiente de su usuario.

### Stand: Silver Chariot Requiem
Es un Stand completamente autónomo, no necesita a Polnareff para actuar, su apariencia es la de un humanoide sombra el cual no tiene rostro, se vea por donde se vea a Chariot Requiem nunca se le podrá ver el rostro. La habilidad de Chariot Requiem es cambiar de cuerpo a las personas, es decir mover sus almas.

### "Muerte"
Chariot Requiem movió el alma de Polnareff al cuerpo de la tortuga de Passione, ahora Polnareff vive dentro del Stand de Mr.President, que pasó a ser su Stand.

## Otros medios
Polnareff aparece en 3 temporadas del anime de Stardust Crusaders. También en los videojuegos de JoJo's Bizarre Adventure: Heritage for the Future, JoJo's Bizarre Adventure: All Star Battle, JoJo's Bizarre Adventure: Eyes of Heaven, etc.

## Curiosidades
- En JoJo's Bizarre Adventure: All Star Battle, Polnareff es nombrado como "Jean Pierre Eiffel" y su voz en ese juego es hecha por Hiroaki Hirata en lugar de Fuminori Komatsu debido a que el juego se estrenó en 2013 y la adaptación al anime de Stardust Crusaders en 2014.